# April in Quahog
April in Quahog es el decimosexto episodio de la octava temporada de la serie Padre de familia emitido en FOX el 11 de abril de 2010. La trama se centra en la familia Griffin, que después de que el Canal 5 anuncie la llegada de un agujero negro que va a destruir la Tierra, deciden pasar juntos el último día lo mejor posible hasta que Peter, a punto de cumplirse el esperado evento confiesa ante todos el poco amor paternal que siente por sus hijos. Finalmente en las noticias se revela que todo ha sido una broma por una inocentada, sin embargo, Peter intenta ganarse el respeto de sus hijos.
El episodio está escrito por John Viener y dirigido por Joseph Lee. Las críticas fueron dispares por parte de la crítica por el argumento y las múltiples referencias culturales. Según la cuota de audiencia Nielsen, el episodio fue visto por 6,93 millones de televidentes.

## Argumento
El episodio comienza con los Griffin mirando las noticias del Canal 5 donde Tricia Takanawa entrevista a Stephen Hawking, que recientemente acaba de descubrir un agujero negro en los límites del sistema solar. Por otro lado, Peter aparece emocionado anunciando a su familia el haber sido elegido como miembro para un jurado popular hasta que Brian le comenta que ser jurado no tiene nada de especial ya que cualquiera puede ser elegido, al descubrirlo, Peter intenta por todos los medios ser expulsado, finalmente consigue sus propósitos al ser un dolor de cabeza para todos. Al volver a casa, los informativos interrumpen la programación con una noticia de última hora, según fuentes de la NASA, el recién descubierto agujero negro se acerca a la Tierra siendo engullida en un plazo de 24 horas. Al ser el último día de la civilización, todo el mundo trata de pasar lo que les queda de vida lo mejor posible. Los Griffin deciden pasarlo juntos, salvo Peter, que en vez de quedarse con ellos, decide hacer cosas por su cuenta como robar un león del zoo. 
Las 24 horas están a punto de cumplirse mientras se puede ver a la familia asustada en el sofá y preguntándose donde estará Peter, quien finalmente llega a casa a medio minuto del fin de la cuenta atrás, tras calmar a su mujer por la ausencia de su marido, este le confiesa su amor y se abrazan todos frente a la tele, pero de paso también confiesa su odio en secreto a sus hijos en presencia de los mismos, los cuales e incluidos la madre se quedan atónitos ante las palabras del patriarca. La cuenta llega a su fin, pero no el mundo, pues los presentadores de las noticias les revelan a todos que todo ha sido una broma de abril, la cual definen como un éxito a pesar de los altos índices de suicidios y saqueos ocasionados. Por otra parte, el terror se vuelve alegría en casa de los Griffin hasta que se acuerdan de las palabras de Peter, el cual da sus razones a Lois, mientras Meg, Chris y Stewie dejan de dirigirle la palabra. Peter no puede evitar sentirse mal e intenta ganarse el respeto de sus hijos de nuevo.
Su mujer le recuerda lo desconsiderado que estuvo con la familia al no pasar tiempo con nadie de su familia (ejemplo: las últimas 24 horas cuando supuestamente el mundo se iba a acabar) y le sugiere pasarlo con sus hijos para intentar hacer las paces, sin embargo las cosas empeoran cuando este decide usar una bolsa de Metanfetaminas para compartir con Chris. Ante la continua aversión de ellos, Peter decide finalmente comprarles una consola Xbox 360 para compensarles por todo ganándose de nuevo el cariño de sus hijos.

## Producción

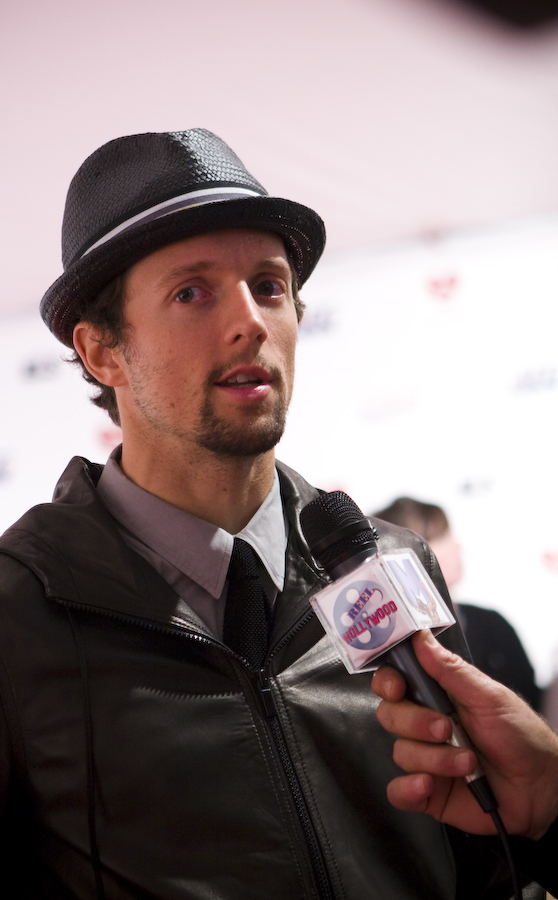
Jason Mraz, artista invitado al episodio

El episodio está dirigido por Joseph Lee, siendo este su primero de manera oficial, anteriormente fue asistente de dirección y artista de storyboard. En cuanto al guion, corrió a cargo de John Viener siendo este, el segundo capítulo de la temporada desde Jerome is the New Black.
Para la promoción del mismo, FOX lanzó dos imágenes, en una se veían a los personajes de American Dad: Stan y Francine Smith junto a Peter y Lois Griffin, en la otra aparecían Peter, Brian, Joe y Quagmire enfrente de la casa de la serie King of the Hill además de un avance donde se anunciaba un crossover. Sin embargo todo quedó en una posible broma puesto que en el episodio no aparecían el cruce esperado.
Aparte del reparto habitual, los actores James Burkholder y Anne Hathaway con el cantante Jason Mraz, prestan sus voces a sus personajes.

## Referencias culturales

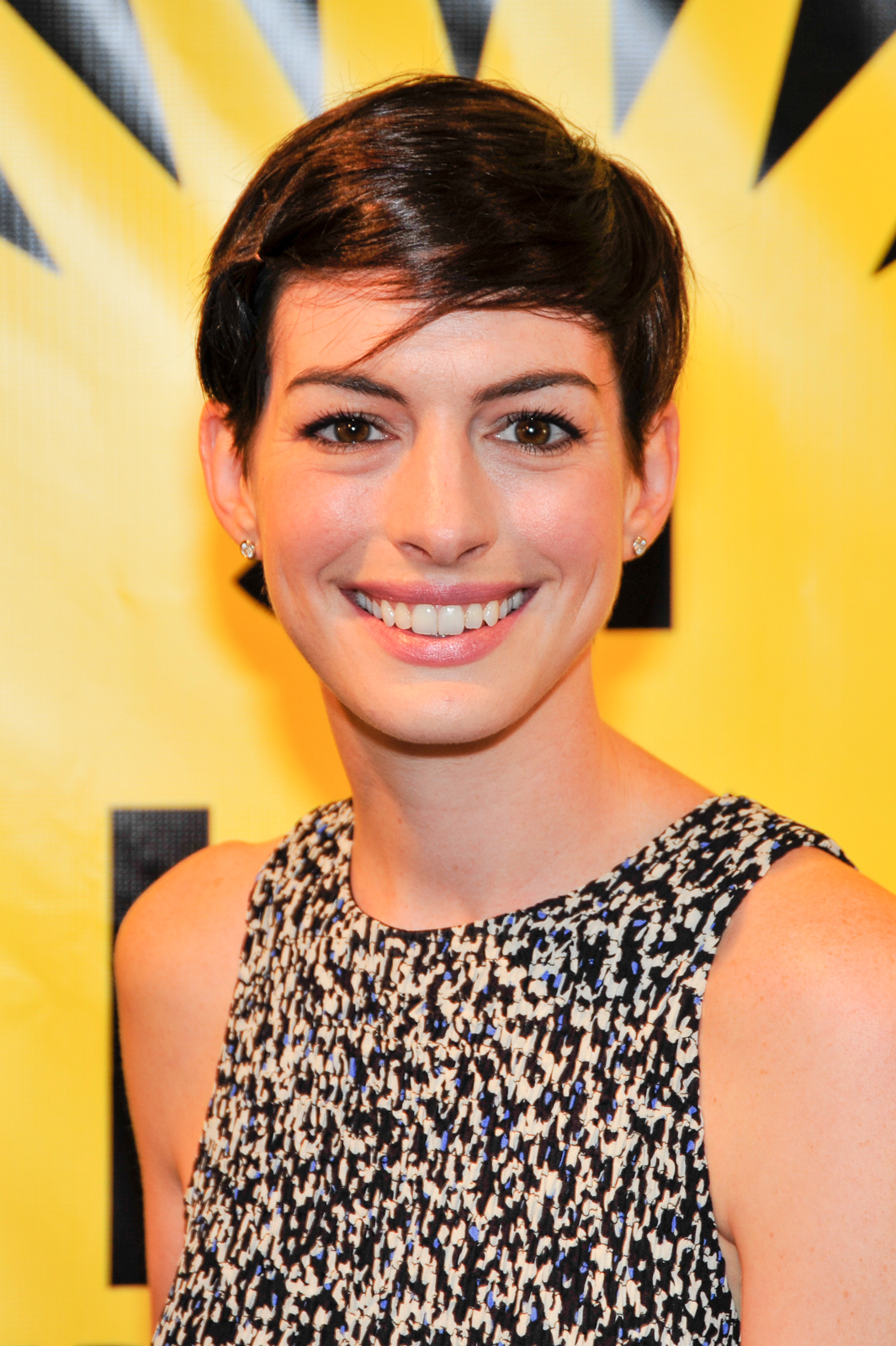
ELSA & FRED Anne Hathaway, actriz invitada a la alfombra roja en el estreno de la película en el Festival Internacional de Cine de Miami 2014. Foto por: René G